# Umsatzsteuer-Durchführungsverordnung
Bei der Umsatzsteuer-Durchführungsverordnung (UStDV) handelt es sich um eine Rechtsverordnung i. S. d. Art. 80 Abs. 1 GG, die sich mit Detailfragen des Umsatzsteuergesetzes (UStG) befasst. Die gesetzliche Ermächtigungsnorm zum Erlass der UStDV befindet sich in der Generalklausel des § 26 UStG sowie verschiedenen speziellen Ermächtigungsnormen des UStG wie z. B. § 3b Abs. 1 S. 3 UStG. Nach der weiten Definition des § 4 Abgabenordnung stellt auch die UStDV ein Gesetz im Sinne der Abgabenordnung dar.

## Grundgedanke
Ziel der UStDV ist vor allem die Gewährleistung einer einheitlichen Rechtsanwendung durch Finanzverwaltung und Rechtsprechung. Durch die Vorschriften der UStDV werden somit keine neuen gesetzlichen Regelungen geschaffen, sondern lediglich bestehende UStG-Paragraphen konkretisiert. So befasst sich beispielsweise § 31 UStDV mit den Angaben in einer Rechnung nach § 14 UStG. Durch die damit bewirkte Auslagerung von Detailfragen des UStG in die UStDV wird einer Überfrachtung des Gesetzestextes des UStG vorgebeugt. Des Weiteren wird auch der parlamentarische Gesetzgeber bei seiner Arbeit entlastet, weil er sich gerade nicht mit diesen Details auseinandersetzen muss.

## Wirkungsweise
Grundsätzlich ist die Finanzverwaltung an die Regelungen der UStDV gebunden. Daher kann sich auch der Steuerpflichtige an den geschaffenen Konkretisierungen orientieren. Allerdings besteht für die Finanzgerichte eine eigenständige Nichtanwendungskompetenz der Regelungen der UStDV im Einzelfall, da die Vorlagepflicht des Art. 100 Abs. 1 GG für Rechtsverordnungen grundsätzlich nicht gilt. 